# Пјано (Анкона)
Пјано (итал. Piano) насеље је у Италији у округу Анкона, региону Марке.
Према процени из 2011. у насељу је живело 54 становника. Насеље се налази на надморској висини од 110 м.